# Historia de la banca
La historia de la banca comienza con el primer prototipo de banco de comerciantes de Mesopotamia, que hacía préstamos de granos a los agricultores y negociantes que transportaban bienes entre las ciudades desde aproximadamente 2000 a. C. en Fenicia, Asiria y Babilonia. Posteriormente, en la Antigua Grecia y durante el Imperio Romano, los prestamistas hacían empréstitos y se añadieron dos innovaciones importantes: aceptaban depósitos y cambiaban dinero. 
Existe evidencia arqueológica para este período en la Antigua China y la India de préstamos monetarios. 
En el sentido moderno del término, la banca tuvo sus inicios en las ricas ciudades del norte de Italia, como Florencia, Venecia y Génova, a finales del periodo medieval y principios del Renacimiento. Las familias Bardi y Peruzzi dominaron la banca en la Florencia del siglo XIV y establecieron sucursales en muchas otras partes de Europa. Quizás el banco italiano más famoso fue el Medici, fundado por Juan de Médici.
El desarrollo de la banca se propagó del norte de Italia a toda Europa y tuvieron lugar varias innovaciones importantes en Ámsterdam durante la República de los Países Bajos en el siglo XVI, así como en Londres en el siglo XVII. Durante el siglo XX, el desarrollo en telecomunicaciones e informática llevó a cambios fundamentales en las operaciones bancarias y permitió que los bancos crecieran dramáticamente en tamaño y alcance geográfico. La crisis financiera de fines de los años 2000 ocasionó muchas quiebras bancarias, incluyendo a algunos de los bancos más grandes del mundo, y generó mucho debate sobre la regulación bancaria existentes.

## Antecedentes

### Eltrueque
La historia de la banca depende de la historia del dinero: del grano-dinero y ganado-dinero utilizados desde al menos 9000 a. C., dos de los primeros bienes empleados como trueque, aunque claramente con la intervención del dinero.
Las obsidianas de Anatolia, empleadas como materia prima para las herramientas de la Edad de Piedra, eran distribuidas ya en "12500" a. C. Teoría, con un comercio organizado en el IX milenio a. C. En Cerdeña, uno de los cuatro sitios principales con depósitos de obsidianas en el Mediterráneo, este comercio fue reemplazado en el III milenio a. C. por el comercio de cobre y plata...

## Cronología de eventos importantes
- Banca florentina: Los Medicis y los Pittis, entre otros.
- 1100–1300: Los caballeros templarios gestionan la primera banca con actividad en Europa y el Medio Oriente.
- 1401: Se crea en Barcelona la Taula de canvi (precedente directo de la banca pública).
- 1462–1490: Se fundan los primeros bancos Monte de Piedad en Italia.
- 1542–1551: El Gran envilecimiento, la política de la Corona inglesa de envilecimiento de la acuñación durante los reinados de Enrique VIII y Eduardo VI.
- 1553: Se funda la primera sociedad anónima, la Compañía de Moscovia, en Londres.
- 1602: La Compañía Neerlandesa de las Indias Orientales funda la Bolsa de Ámsterdam (la más antigua del mundo) para negociar sus bonos y acciones.
- 1609: Fundación del Amsterdamsche Wisselbank (Banco de Ámsterdam).
- 1656: El Stockholms Banco primer banco europeo que usa papel moneda abre en Suecia para clientela privada. En 1668, la institución se convirtió en un banco público.[7][8]
- Años 1690: La colonia de la bahía de Massachusetts fue la primera de las Trece Colonias que emitió papel moneda de circulación permanente.
- 1694: El Banco de Inglaterra fue fundado para proveer dinero al Rey.
- 1695: El Parlamento de Escocia creó el Bank of Scotland.
- 1716: John Law abre el Banco General (Francia).
- 1717: El maestro del Royal Mint Sir Isaac Newton estableció un nuevo ratio de acuñación entre plata y oro que tuvo el efecto de sacar la plata de circulación (bimetalismo) y puso a Gran Bretaña en el patrón oro.
- 1720: La burbuja de la Compañía del Mar del Sur y la Compañía del Misisipi de John Law ocasionaron una crisis financiera europea y llevaron a muchos banqueros a la bancarrota.
- 1775: Se fundó la primera sociedad de préstamo inmobiliario, Ketley's Building Society, en Birmingham, Inglaterra.
- 1782: Se fundó el primer banco en España, el Banco Nacional de San Carlos, en Madrid, España.
- 1782: Se creó el Banco de Norteamérica.[9]
- 1791: El Primer Banco de los Estados Unidos fue un banco establecido por el Congreso de Estados Unidos. Su constitución era de 20 años.
- 1800: La familia Rothschild estableció una banca de alcance europeo.
- 1800: Napoleón Bonaparte funda el 18 de enero el Banco de Francia.[10][11]
- 1816: El Segundo Banco de los Estados Unidos fue fundado cinco años después de que el Primer Banco de los Estados Unidos perdiera su carta. Esta carta también fue durante 20 años. El banco fue creado para financiar el país a raíz de la guerra anglo-estadounidense de 1812.
- 1817: La Bolsa de Nueva York es fundada.[9]
- 1818: Abre el primer banco de ahorros de París.[11]
- 1857: Se fundan el Banco Santander y el Banco de Bilbao.
- 1862: Para financiar la guerra Civil estadounidense, el gobierno federal del presidente Abraham Lincoln emitió un papel moneda de curso legal, los "greenbacks".
- 1870: Establecimiento del Deutsche Bank.[11]
- 1874: La Specie Payment Resumption Act es proveída para redimir el papel moneda estadounidense ("greenbacks") en oro a partir de 1879.
- 1913; La Federal Reserve Act creó el Sistema de Reserva Federal, el sistema de banca central de Estados Unidos, y le concedió la autoridad legal para emitir moneda de curso legal.
- 1930–1933: Tras el desplome de Wall Street en el Crac del 29, 9.000 bancos cerraron, acabando con un tercio de la oferta monetaria en los Estados Unidos.[12]
- 1933 Orden Ejecutiva 6102 firmada por el presidente de Estados Unidos Franklin D. Roosevelt prohibía la posesión de monedas de oro, lingotes de oro, de oro y certificados de oro a los ciudadanos de Estados Unidos más allá de una cierta cantidad, lo que puso fin a la convertibilidad de los dólares estadounidenses en oro.
- 1971: El Nixon Shock consistió en una serie de medidas económicas aprobadas por el presidente de Estados Unidos Richard Nixon que cancelaron la convertibilidad directa del dólar estadounidense a oro por naciones extranjera. Como resultado, se puso fin al sistema Bretton Woods existente de intercambio financiero internacional.
- 1986: El "Big Bang" (desregulación de los mercados financieros de Londres) sirvió como un catalizador para reafirmar la posición de Londres como un centro global de banca mundial.
- 2007: Inicio de la crisis económica de 2008-2012 que llevó a la quiebra y el salvamento de varios de los mayores bancos mundiales.
- 2008: Washington Mutual  colapsó y se convirtió en la mayor quiebra bancaria en la historia.